# Leptothorax wollastoni
Leptothorax wollastoni é uma espécie de insetos himenópteros, mais especificamente de formigas pertencente à família Formicidae.
A autoridade científica da espécie é Donisthorpe, tendo sido descrita no ano de 1940.
Trata-se de uma espécie presente no território português.